# Bibliothèque Lewis-Walpole
La bibliothèque Lewis-Walpole à Farmington, au Connecticut, possède d'importantes collections de manuscrits et de livres sur la littérature anglaise du XVIIIe siècle, y compris l'imposant rassemblement de documents ayant appartenu à Horace Walpole et les effets de son domaine à Strawberry Hill. Ses collections comprennent des livres, manuscrits, estampes, dessins et peintures britanniques du XVIIIe siècle, ainsi que d'importants exemples d'arts décoratifs. Rassemblée par Wilmarth Sheldon Lewis et Annie Burr Lewis à Farmington la collection fut remise à l'Université Yale. La bibliothèque Lewis-Walpole est un département de la bibliothèque de l'Université de Yale,.